# Villa Tunari
Villa Tunari est une petite ville et une municipalité du département de Cochabamba en Bolivie. Elle est située dans la province de Chapare, sur les rives du río Chapare, affluent abondant du río Ichilo. La ville repose sur une industrie touristique bien établie. 
La ville est fondée par décret suprême le 4 juin 1970. 

## Géographie

### Localisation
Villa Tunari est située au nord du département de Cochabamba, précisément à 166 km au nord-est de Cochabamba et à 312 km au nord-ouest de Santa Cruz de la Sierra, sur la nouvelle route Cochabamba – Santa Cruz (route nationale 4). 
La ville est limitrophe du département du Beni au nord, de la province de José Carrasco à l'est, de la province de Tiraque au sud, des municipalités de Colomi et de Sacaba et de la province de Quillacollo au sud-ouest et de la province de Ayopaya à l'ouest. 
Plusieurs départs en autobus relient les villes de Cochabamba et de Santa Cruz en y effectuant un arrêt à Villa Tunari. 

### Climat
Le climat est tropical et la température moyenne est de 24 °C, mais peut atteindre 40 °C durant l'été (décembre à février). Elle peut baisser à 10 °C durant les « surazos » occasionnels, vents frais qui arrivent depuis le sud du continent. Les précipitations moyennes sont de 5 850 mm, la plus grande partie tombant de novembre à mars et la saison la plus sèche allant de mai à octobre.

## Démographie
Le tableau suivant présente l'évolution démographique de la municipalité de Villa Tunari et de sa partie urbaine, tel qu'établie au fil du temps par les recensements boliviens.
| Année | Municipalité | Ville |
| ----- | ------------ | ----- |
| 1992  | 48 111       | 1 597 |
| 2001  | 52 886       | 2 510 |
| 2012  | 71 386       | 3 210 |

## Économie
L'économie de la ville repose principalement sur l'agriculture, l'élevage, la pisciculture, l'extraction de minerais non métalliques, de gemmes et de roches industrielles, la construction et en plus grande partie, le tourisme. 

## Tourisme
La richesse de la région est avant tout liée à l'écotourisme. Plusieurs parcs et aires protégées permettent de visiter les paysages typiques des Yungas, un biome particulier qui est situé entre la Cordillère des Andes et les secteurs plus à l'est de l'Amazonie et du Gran Chaco. Ces parcs permettent la découverte de la flore, de la faune et des cours d'eau qui caractérisent la région. D'autres permettent aussi l'aventure en forêt au moyen de parcours composés de paliers et de tyroliennes.  
Villa Tunari offre une large variété d'hôtels et de restaurants qui conviennent à plusieurs goûts et budgets. La gastronomie, basée entre autres sur les différents types de poissons amazoniens, est de bonne qualité. La ville est en son genre un site idéal pour réunions, conférences et congrès. Il y existe en effet des salles de conférences dans certains hôtels (pour réunions de taille modérée). Au total, il existe plus de 400 lits disponibles. Villa Tunari compte aussi un hôpital et une clinique, de même que des médecins et des pharmacies. 